# Confédération européenne des syndicats indépendants
Pour les articles homonymes, voir CESI.
La Confédération européenne des syndicats indépendants est une organisation syndicale européenne fondée en 1990. Elle se veut indépendante de toute idéologie. Elle s'est vu accorder par la Commission européenne le statut de partenaire social européen au sens de l'article 138 du Traité.

## Membres

### Syndicats européens
- Autonomen Lokomotivführer-Gewerkschaften Europas (ALE - Syndicat autonome des conducteurs de locomotive d'Europe)
- European Network of Independent Unions of Local Authority Staffs (Réseau européen des syndicats indépendants des employés des autorités locales)
- Fédération de la Fonction Publique Européenne

### Syndicats nationaux

#### Allemagne
1. Bundesverband der Lebensmittelchemiker/-innen im öffentlichen Dienst
2. Christlicher Gewerkschaftsbund Deutschlands
3. Dbb beamtenbund und tarifunion

#### Belgique
1. Union Nationale des Services Publics

#### Bulgarie
1. Promyana

#### Croatie
1. Nezavisni sindikat djelatnika MUP-a

#### Danemark
1. FRIE Funktionærer

#### Espagne
1. ANPE Sindicato Independiente
2. Central Sindical Independiente y de Funcionarios
3. Federación de Asociaciones Sindicales

#### France
1. Confédération syndicale de l'Éducation nationale
2. Fédération générale autonome des fonctionnaires
3. Union fédérale des cadres des fonctions publiques CGC
4. Syndicat professionnel de l'enseignement libre catholique (Fédération nationale des SPELC)

#### Hongrie
1. Magyar Köztisztviselõk és Közalkalmazottak Szakszervezete

#### Italie
1. Confederazione Italiana Sindacati Autonomi LavoratoriConfederazione Italiana Sindacati Lavoratori
2. Confederazione Italiana Sindacati Addetti ai Servizi
3. Confederazione Italiana Lavoratori Liberi
4. Confederazione Generale dei Sindacati Autonomi dei Lavoratori Confederazione Generale dei Sindacati Autonomi dei Lavoratori
5. Unione Sindicati Professionisti Pubblico-Privato Impiego

#### Lettonie
1. Latvijas Valsts Iestazu, pasvaldibu, Uznemumu un Finansu Darbinieku arodbiedriba

#### Lituanie
1. Lithuanian Municipal Trade Unions Community

#### Luxembourg
1. Confédération générale de la fonction publique
2. Fédération générale de la fonction communale

#### Pays-Bas
1. Nederlandse Categoriale vakvereniging Financiën

#### Pologne
1. Forum Zwiazków Zawodowych

#### Portugal
1. Associação Nacional de Professores
2. União dos Sindicatos Independentes

#### Roumanie
1. Confederatia Sindicala Nationala MERIDIAN

#### Russie
1. Syndicat des employés d'État et de la fonction publique de Russie

#### Suisse
1. Vereinigung der Kader des Bundes
2. Zentralverband Staats- und Gemeindepersonal Schweiz

## Structure
L'organe suprême de la CESI est le Congrès qui a lieu tous les quatre ans.
Chaque organisation membre dispose d'un siège au sein du Bureau, qui se réunit au moins une fois par an. Les affaires courantes sont gérées par le Bureau restreint, dont les membres sont élus par le Congrès.
Les positions de la CESI sont élaborées dans ses organes de travail, commissions et conseils professionnels, qui se réunissent au moins une fois par an et restent en contact continu entre leurs réunions.
Les langues habituelles de travail sont l'anglais, le français et l'allemand. 

## Lien
- Site officiel de la CESI